# Жовтогорлик сіроголовий
Жовтогорлик сіроголовий (Geothlypis poliocephala) — вид горобцеподібних птахів родини піснярових (Parulidae).

## Поширення
Вид поширений в Центральній Америці. Трапляється в Белізі, Коста-Риці, Сальвадорі, Гватемалі, Гондурасі, Мексиці, Нікарагуа та Панамі. Мешкає у вологих полях, живоплотах, чагарникових саванах і подібній рослинності.

## Підвиди
Визнано сім підвидів:
- G. p. poliocephala S. F. Baird - західна Мексика;
- G. p. ralphi Ridgway - північний схід Мексики;
- G. p. palpebralis Ridgway - східно-центральна Мексика до північної Коста-Рики;
- G. p. caninucha Ridgway - південно-західна Мексика до південного Гондурасу;
- G. p. icterotis Ridgway - західне Нікарагуа і західна Коста-Рика;
- G. p. pontilis (Brodkorb) - Морелос (південно-центральна Мексика);
- G. p. ridgwayi (Griscom) - південно-західна Коста-Рика та західна Панама.

## Опис
Птах має довжину 14 см і важить від 13,2 до 16,2 г. Він має верхню частину тіла від оливково-коричневого до оливково-сірого кольору з сірою головою, характерною чорною плямою між дзьобом і очима та зламаним білим очним кільцем. Верхня частина дзьоба чорна, а нижня рожева. Верх жовтий з сірими плямами на боках. Самиці зовні схожі на самців: пір'я голови й очна область оливково-сірі, очна область темно-сіра, а очне кільце від білувато-жовтого до білого.

## Спосіб життя
Харчується здебільшого комахами та іншими безхребетними, яких ловить у невисокій рослинності або прямо на землі. Іноді ловить і літаючих комах. Гніздування відбувається з квітня по липень. Чашоподібне гніздо добре ховається в густій рослинності або в трав'янистому дуплі. Воно побудоване з трави і наповнене м'якими рослинними волокнами і шерстю. Кладка складається з двох-чотирьох яєць.